# Umbrové

Starověká Itálie s vyznačeným územím starých Umbrů

Umbrové byli italický kmen starověké Itálie. Oblast zvaná Umbrie stále existuje a je obydlena italskými mluvčími. Je ovšem menší, než bývala starověká Umbrie.
Nejstarší umbrijská města byla založena v 9. - 4. století př. n. l. na dobře obhajitelných vrcholcích kopců. Hranicemi Umbrie byly řeky Tibera a Nar. Starověká Umbrie zahrnovala apeninské svahy směrem k Jaderskému moři. Starověký umbrijský jazyk byl větví skupiny zvané osko-umbrijská, která je příbuzná s latino-faliskými jazyky. 

## Původ jména
Umbrové byli v římských zdrojích zváni též Ombrii. Mnozí římští autoři považovali Umbry za keltský národ. Za praotce těchto národů je považován Gomer. Cornelius Bocchus napsal, že pocházeli ze starověkého galského kmene. Plútarchos napsal, že jméno může být jiný způsob psaní jména keltského kmene Ambronů. Také se domníval, že  Insubrové, jiný keltský kmen, může být příbuzný. Jejich keltské jméno Isombri může znamenat "dolní Umbrové", či obyvatelé země pod Umbrií. Plinius Starší napsal: Umbrijský lid je nejstarší v Itálii, domnívají se, že byli původně nazýváni Ombrii (lidé bouře). Etruskové porazili 300 umbrijských měst.

## Římský vliv
Během 9. - 4.  století př. n. l. bylo běžné zboží dovážené z Řecka a Etrurie, stejně jako produkce místního hrnčířství.
Římané přišli s Umbrií poprvé do styku roku 310 př. n. l. a založili zde latinské kolonie v letech 299, 268 a 241 př. n. l. Římané kompletní podrobení Umbrie dokončili kolem roku 260 př. n. l. Včlenění do římského státu proběhlo během 3. století př. n. l., kdy bylo některým Umbrům uděleno plné občanství nebo občanství bez volebního práva. Během tohoto staletí bylo také usazeno v oblasti asi 40 000 Římanů. Via Flaminia, která vedla Umbrií, byla dokončena roku 220 př. n. l. Města v Umbrii také dodávala Římanům vojáky pro jejich četné války. Umbrové bojovali pod Scipionem Africanem roku 205 př. n. l. během Druhé punské války. Pretoriánská garda pocházela z Etrurie a Umbrie. Občanství bylo Umbrům uděleno  roku 90 př. n. l. Během vlády císaře Augusta se v Umbrii usazovali vojenští veteráni.